# Adaptations écrites de Pinocchio
Pour un article plus général, voir Les Aventures de Pinocchio.

## Exemples de "Pinocchiate"
Le livre de Carlo Lorenzini a inspiré de nombreuses adaptations, entre autres : Les nouvelles aventures de Pinocchio, Pinocchio à Venise, Pinocchio à la fête des cancres, Pinocchio au nouveau monde, Pinocchio au grand cirque, Pinocchio chez la sorcière, Pinocchio contre le cyclope, Pinocchio et le jardin extraordinaire, Pinocchio et les pommes d’or, Pinocchio explorateur, etc.

## Une adaptation célèbre
Alexeï Tolstoï (à ne pas confondre avec Léon Tolstoï auteur de "Guerre et Paix") a publié en 1936 une adaptation en russe intitulée Zolotoï Klioutchik Ili Priklioutchenia Bouratino : La Petite Clé d'Or ou Les Aventures de Bouratino. Nota bene : "burattino" écrit ici "bouratino" signifie "pantin" en italien.
Le comte Alexis Tostoï pilla et puisa ainsi copieusement dans le livre de Carlo Lorenzini, le recréant et en tirant cette "Petite Clé d'Or" qui depuis plus de 80 ans se dispute avec le chef-d'œuvre original de Collodi, les faveurs et les préférences des enfants russes et de l'Europe de l'Est en général.
Bibliographie de ce conte :

(fr) Alexis Tostoï, La petite clé d'or ou Les aventures de Bouratino, Les Editions de la Farandole, Paris, 1956. Traduction depuis le russe de Natha Caputo. Illustrations en couleur de A. Kanievski, 118 pages.
(it) Tolstoj Aleksej, Il compagno Pinocchio. La piccola chiave d'oro o Le avventure di Burattino. Collana "Fiabesca". Prima edizione italiana. Traduzione di Luigi Garzone. Illustrazioni originali di A. Kanievski, Stampa Alternativa, Roma, 1984, 124 pagine.
(en) Tolstoy Alexei, The Little Gold Key or the Adventures of Burattino, Illustrated by Alexander Koshkin, Translated from the Russian by Kathleen Cook-Horujy, Raduga Publishers, Moscow, 1990, 171 pages,  (ISBN 978-5-05-002843-3)
(de) Alexej Tolstoj, Das goldene Schlüsselchen oder die Abenteuer des Burattino, Illustrationen von A. Kanewskij, Übersetzung aus dem Russischen von Robert von Radetzky, Alfred Holz Verlag, Berlin, 1954, 158 Seiten

## À voir aussi
- 2004 : Une adaptation de Pinocchio en tamazight (ou braber), un des dialectes amazigh, la "langue berbère" :

Nadia Ben Mouhoub, Tamacahutt n Basghar, Haut Commissariat pour l'Amazighité (Algérie)
- 2008 : Pinocchio de Joël Pommerat - Editions Actes Sud, Papiers Collection Heyoka Jeunesse

En bande dessinée
- 1946 : Pinocchio par le dessinateur italien Benito Jacovitti, initialement publié dans l'hebdomadaire Il Vittorioso, republié en album par Les Rêveurs en 2009.
- 2006 : Pinocchio - Histoire d'un enfant de Ausonia, est une adaptation  italienne, traduite en français, écrite en « relisant [la fable] à l'envers » .
- 2008 : Pinocchio, une adaptation très libre et décapante par Winshluss, Les Requins Marteaux - Fauve d'or : prix du meilleur album au Festival d'Angoulême 2009.